# Politikens filmjournal 079
|  | Denne artikel er oprettet af botten Steenthbot ud fra en ekstern database. Den kan derfor have sproglige fejl eller mangler. Denne skabelon kan fjernes efter kontrol af indholdet. |

Politikens filmjournal 079 er en dansk dokumentarisk optagelse fra 1951.

## Handling
1) Fransk-italiensk ministermøde. Frankrigs ministerpræsident Pleven og Italiens premiereminister de Gaspari mødes i Italien.

2) Italien: Katastrofale oversvømmelser ved Firenze.

3) USA: Krigen i Korea. Tropperne rykker frem, minører baner vejen.

4) Danmarksmesterskab i letvægtsboksning. Jørgen Johansen mod Svend Wad. Førstnævnte vinder mesterskabet.

5) Som oldemor gjorde gymnastik: Elever fra Zahles Seminarium viser pigegymnastik fra gamle dage.

6) Danmark-Tyskland - mestre på det grønne klæde. Belgisk verdensmester i billard demonsterer karambole i Københavns Billardklub. I Tyskland viser en tysk mester sin kunnen.

7) Djævlejagt i Frankrig: Under karnevallet jagtes de djævle, der efter sigende befinder sig under kvindernes skørter.

8) Firbenede atombomber: Hesterodeo i USA.